# Jonathan Kuck
Pour les articles homonymes, voir Kuck.
Jonathan Kuck, né le 14 mars 1990 à Urbana (Illinois), est un patineur de vitesse américain.

## Palmarès
- Jeux olympiques d'hiver
  -  Médaille d'argent en poursuite par équipes aux Jeux olympiques d'hiver de 2010 à Vancouver